# 1972年達荷美政變
1972年達荷美政變是達荷美共和國的馬蒂厄·克雷庫少校（後升為將軍）於1972年10月26日發動的政變。通過此次政變，克雷庫控制了達荷美共和國，並終結了1970年總統選舉被取消後建立起的由三名總統委員會成員（于貝爾·馬加、朱斯坦·阿奧馬德貝-托莫坦、蘇魯-米岡·阿皮蒂）輪流執政的政治體系。政變發生時，總統委員會主席正由阿奧馬德貝-托莫坦擔任。

## 背景
1970年3月，達荷美共和國舉行總統選舉，四位候選人分別是于貝爾·馬加、朱斯坦·阿奧馬德貝-托莫坦、蘇魯-米岡·阿皮蒂、埃米爾·德蘭·津蘇。然而，這場選舉進行得並不順利，候選人的支持者之間發生了大規模的暴力衝突，因此執政的軍政府於3月28日宣布此次選舉無效。次月，在軍政府斡旋之下，除幾乎沒得到多少選票的津蘇之外，另外三位候選人達成一致，同意組成總統委員會並輪流執政，形成一種脆弱的表面和平。除了政治不穩之外，達荷美國內的經濟壓力和高企的失業率造成人民負擔沈重，而知識分子也對該國建國以來經濟主要依靠法國援助表示不滿。克雷庫在奪取政權之後發表的聲明裡也稱，加快經濟和社會發展以及消除政治傾軋是他發動政變的主要目的。

## 經過
此次政變由維達衛戍部隊的士兵發動，當時馬加和阿奧馬德貝-托莫坦正在舉行總統委員會會議。據現場報道，叛軍突然抵達首都波多諾伏總統府內閣室並開槍射擊，但並未導致人員傷亡。克雷庫率領第一支武裝連隊闖入會議現場，宣布總統委員會終止。克雷庫在國家廣播電台（即後來的貝寧廣電辦公室）上宣布了政變的消息。在電視直播中，他將總統委員會稱為“三頭異獸”，批判它是一頭有著“先天缺陷……臭名昭著的低效和……不可原諒的無能”的“怪物”。與克里斯托夫·索格洛於1963年領導的政變類似，這次政變也受到了全國大部分民眾的支持。克雷庫任命自己為新的國家元首，並任命軍官擔任各部級職務。

## 餘波
政變後，總統委員會成員和其他多名著名政治人物被逮捕、監禁或軟禁，直到1981年才被釋放。獲釋後，原總統委員會的三名成員都搬到了巴黎。

### 意識形態轉變
1974年11月30日，克雷庫在阿波美出席一場知名人士集會時發表了一段震驚聽眾的講話，宣布他領導的政府正式接受馬克思列寧主義。在他領導下，達荷美很快倒向蘇聯及其東方集團。翌年11月30日，克雷庫宣布達荷美共和國停止存在，取而代之的則是新生的“貝寧人民共和國”。“貝寧”這一名稱來源於歷史上西非海岸最發達的國家之一——貝寧王國。同日，克雷庫領導的先鋒主義政黨貝寧人民革命黨成立，並成為貝寧人民共和國唯一的合法政黨。

## 腳註
1. ↑  當時阿皮蒂在巴黎進行政治訪問。

## 引用
1. ↑  "Après 29 ans de pouvoir, le Président Kérékou tire sa révérence" （页面存档备份，存于）, IRIN, 6 April 2006 （法語）.
2. ↑  Samuel Decalo, "Benin: First of the New Democracies", in Political Reform in Francophone Africa (1997), ed. Clark and Gardinier. ISBN 978-0813327860.
3. ↑  Decalo 1973，第469頁.
4. ↑  Ronen 1975，第218頁.
5. ↑  . eresources.nlb.gov.sg.   [2024-06-13].
6. 1 2 3  Johnson, Thomas A.,  (PDF), The New York Times, 28 October 1972: 3  [2008-12-14].
7. ↑  , The Washington Post, 27 October 1972: A22  [2008-12-24], （原始内容存档于2011-05-25）.
8. ↑  Decalo 1973，第476頁.
9. ↑  Ronen 1975，第217頁.
10. 1 2  Decalo 1973，第476頁.
11. ↑  Houngnikpo 2001，第181-182頁.
12. ↑  Lea 2001.
13. ↑  Le Vine 1997，第190頁.
14. ↑  Philippe David. . KARTHALA. : 60. ISBN 978-2865378227.
15. ↑  Dominique Auzias; Jean-Paul Labourdette; Sandra Fontaine. . PETIT FUTE. 2010-10-02. ISBN 978-2746929241.
16. ↑  Dickovick, J. Tyler. . Stryker-Post. 2014: 70. ISBN 9781475812374.
17. ↑  . JeuneAfrique.com.   [2024-06-11]. （原始内容存档于2024-06-11） （fr-FR）.